# فهد ساکت
فهد ساکت الشمری (انگلیسی: Fahad Saket؛ زادهٔ ۱۵ مارس ۱۹۹۱) یک ورزشکار است.